# Макаровское сельское поселение (Лаишевский район)
Макаровское се́льское поселе́ние — муниципальное образование в Лаишевском районе Татарстана Российской Федерации.
Административный центр — село Ташкирмень.

## История
Статус и границы сельского поселения установлены Законом Республики Татарстан от 31 января 2005 года № 28-ЗРТ «Об установлении границ территорий и статусе муниципального образования "Лаишевский муниципальный район" и муниципальных образований в его составе».

## Население
| 2010 | 2011 | 2012 | 2013 | 2014 | 2015 | 2016 |
| ---- | ---- | ---- | ---- | ---- | ---- | ---- |
| 648  | ↗649 | ↘640 | ↘635 | ↘632 | ↘625 | ↘619 |
| 2017 | 2018 |      |      |      |      |      |
| ↘609 | ↘604 |      |      |      |      |      |

## Состав сельского поселения
| № | Населённый пункт | Тип населённого пункта       | Население |
| - | ---------------- | ---------------------------- | --------- |
| 1 | Макаровка        | деревня                      | 166       |
| 2 | Ташкирмень       | село, административный центр | 554       |